# Broteochactas venezuelensis
Espèce
Synonymes
- Cayooca venezuelensis González Sponga, 1996

Broteochactas venezuelensis est une espèce de scorpions de la famille des Chactidae.

## Distribution
Cette espèce est endémique d'Amazonas au Venezuela. Elle se rencontre au pied du Pico da Neblina.

## Systématique et taxinomie
Cette espèce a été décrite sous le protonyme González Sponga par en 1996. Elle est placée dans le genre Broteochactas par Soleglad et Fet en 2003.

## Étymologie
Son nom d'espèce, composé de venezuel[a] et du suffixe latin -ensis, « qui vit dans, qui habite », lui a été donné en référence au lieu de sa découverte, le Venezuela.

## Publication originale
- González Sponga, 1996 : Arácnidos de Venezuela. Un nuevo género, cinco nuevas especies, redescripción de Chactas setosus Kraepelin, 1912 y reporte para Venezuela de Broteochactas colombiensis González-Sponga, 1976 (Scorpionida: Chactidae). Memoria de la Sociedad de Ciencias Naturales La Salle, vol. 56, no 145, p. 3-33 (texte intégral).